# DR Fiktion
 Der er for få eller ingen kildehenvisninger i denne artikel, hvilket er et problem. Du kan hjælpe ved at angive troværdige kilder til de påstande, som fremføres i artiklen.

DR Fiktion er DR's fiktionsafdeling. De seneste år har de haft stor succes med serier som Forbrydelsen og Borgen, der også begge har haft stor succes i udlandet.
| Fjernsyn | Spire Denne artikel om et tv-program er en spire som bør udbygges. Du er velkommen til at hjælpe Wikipedia ved at udvide den. |